# Aeroob equivalent
Aeroob equivalent is een term uit de trainingsleer. Het geeft aan hoeveel trainingsbelasting in een bepaalde tak van sport gelijk is, vanuit aeroob perspectief gezien, aan een bepaalde trainingsbelasting in een andere sport.
Bijvoorbeeld: 40 minuten hardlopen met 12 km/uur is voor een bepaalde persoon ongeveer aeroob equivalent aan 40 minuten wielrennen met circa 30 km/uur. Dit omdat er ongeveer dezelfde hoeveelheid zuurstof wordt verbruikt, en omdat de intensiteit ongeveer gelijkwaardig is. Bij beide snelheden kan een loper dezelfde hartslag van bijvoorbeeld 130 bereiken.
De sleutel tot het berekenen van het aeroob equivalent is de hartslag. Als iemand in een bepaalde tak van sport een hartslag van X gedurende Y minuten bereikt, kan men uitrekenen hoe snel/lang men zou moeten hardlopen om diezelfde X gedurende Y te bereiken. De bereikte afstanden zijn elkaars aeroob equivalent.